# Irredentismo italiano en Suiza

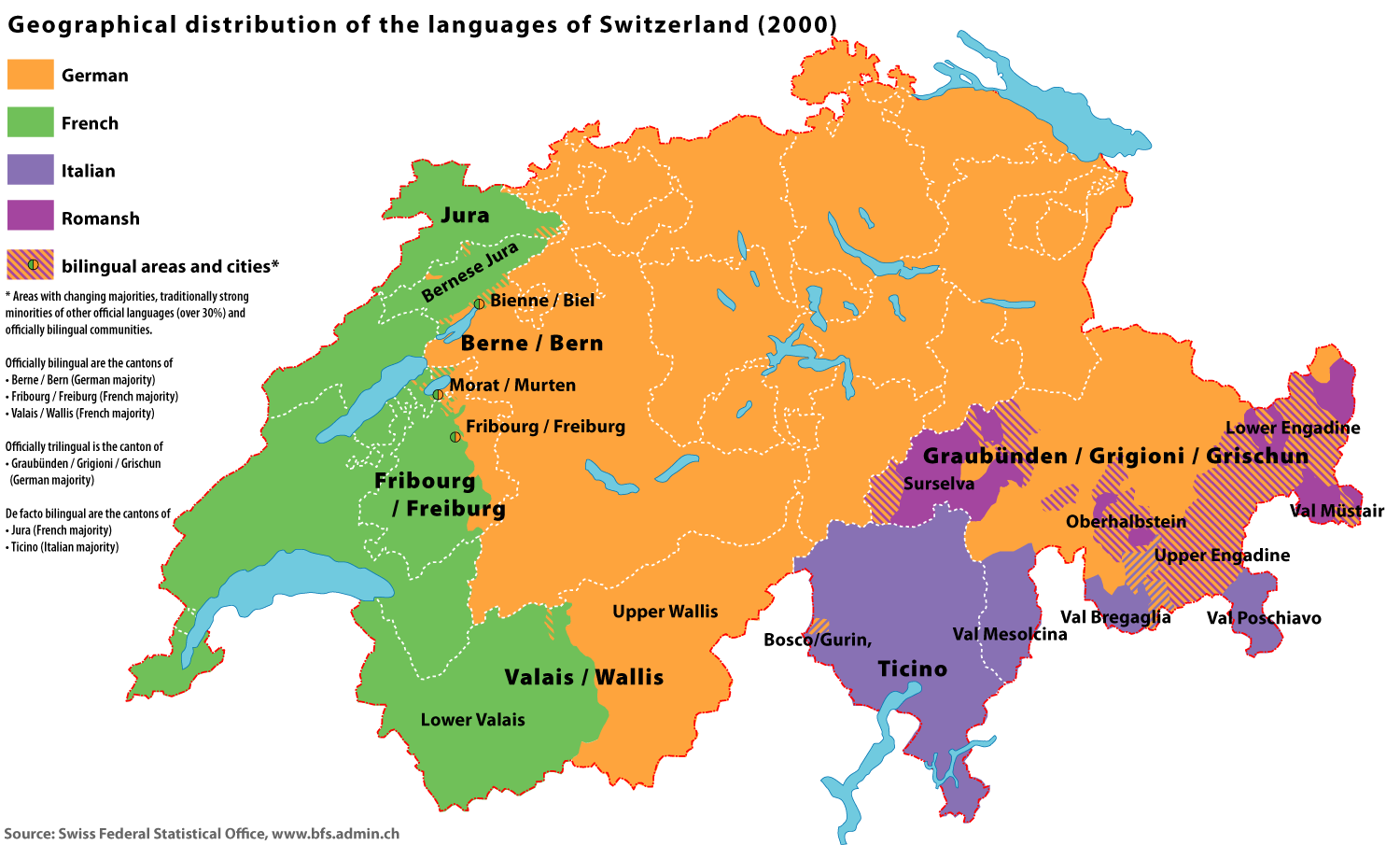
Mapa de Suiza que muestra en color azul las zonas de habla italiana, donde el irredentismo italiano fue más fuerte

El Irredentismo italiano en Suiza fue un movimiento político que promovió la unificación a Italia de las zonas de habla italiana de Suiza durante el Risorgimento.

## Historia
La actual Suiza italiana perteneció al Ducado de Milán hasta el siglo XVI, cuando pasó a formar parte de Suiza. Estos territorios han mantenido su población nativa italiana que habla la lengua italiana y la lengua lombarda, concretamente el dialecto ticino. A principios del siglo XIX los ideales de unificación en una sola Nación de todos los territorios poblados por personas de habla italiana crearon el irredentismo italiano. El irredentismo italiano en Suiza se basaba en los ideales moderados del Risorgimento, y fue promovido por italotinos como Adolfo Carmine.
Sin embargo, tras la llegada al poder del fascismo italiano, el moderado irredentismo inicial empezó a cambiar a uno lleno de agresividad: el mismo Benito Mussolini creó a principios de los años 30 el Partito Fascista Ticinese (Partido Fascista Tesinés).  El principal ideal de esta partida era llevar la frontera italiana hasta el Paso de Gottardo (Catena mediana delle Alpi )  en los Alpes a través de disturbios políticos y posibles referendos (apoyados, en caso de necesidad, por el ejército italiano).
En 1934 se hizo un pequeño intento por parte de los fascistas del Tesino: la "Marcha sobre Bellinzona", similar a la Marcha sobre Roma, pero fue contrastada con éxito por organizaciones socialistas, como "Liberi e Svizzeri" de Guglielmo Canevascini, promovida incluso por el gobierno suizo.
Sucesivamente, en las elecciones de 1935 los fascistas sólo obtuvieron el 2% de los votos y desde entonces su movimiento se desvaneció a menos de 100 miembros.

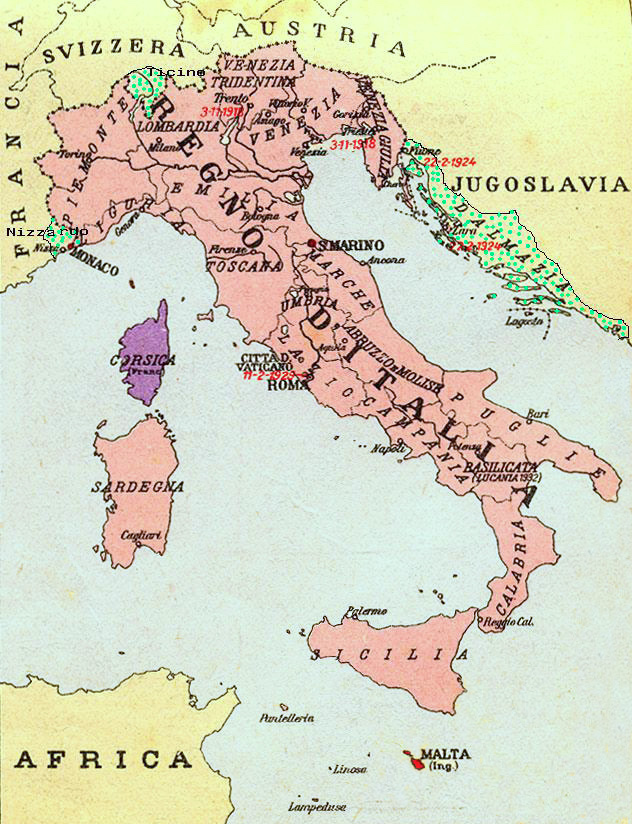
Regiones étnicas italianas reivindicadas en los años 30 por el irredentismo italiano:
- Verde: Niza, Tesino y Dalmacia
- Rojo: Malta
- Violeta: Córcega
- Saboya y Corfu were later claimed

Antes de la Segunda Guerra Mundial el irredentismo italiano en Suiza se reducía a tener adeptos principalmente entre los descendientes de italianos emigrados al Tesino a finales del siglo XIX, pero era gobernado y promovido por un pequeño grupo de intelectuales tesineses con sus activos periódicos y propaganda.
La más importante de estas intelectuales fue Teresina Bontempi, que creó la revista  L'Adula. Denunció en sus escritos, junto con Rosetta Colombi, la germanización del Cantón del Tesino promovida por el gobierno suizo.  De hecho, la población de habla alemana en el Cantón del Tesino pasó del 2,6% en 1837 al 5,34% en 1920 y a casi el 10% en 1940. Como consecuencia de esta actividad política se vio envuelta en continuos problemas con el gobierno suizo, que finalmente la encarceló en 1936. Al cabo de unos meses se vio obligada a trasladarse a Italia como refugiada política.
El fascista más conocido nacido en el Cantón del Tesino fue Aurelio Garobbio, que intentó imitar a Gabriele D'Annunzio con su organización llamada Giovani Ticinesi. Después de 1935 Garobbio fue el principal responsable del irredentismo italiano en Suiza y estuvo con Mussolini hasta su muerte en la primavera de 1945, cuando intentó organizar una última zona de defensa fascista en Valtellina junto al Tesino.
Después de la Segunda Guerra Mundial, el movimiento del irredentismo italiano en Suiza cesó, siendo sustituido por organizaciones que abogaban por la defensa de la lengua y la cultura italianas dentro de la Confederación Helvética.